# 因明正理門論
『因明正理門論』（いんみょうしょうりもんろん、梵: Nyāya-mukha、ニヤーヤ・ムカ）は、5世紀頃のインドの仏教論理学者・認識論者である陳那（Dignāga, ディグナーガ）が著わした仏教論理学（因明）の論書である。
この論書は、玄奘と義浄によって中国にもたらされ、それぞれ『因明正理門論本』と『因明正理門論』として漢訳された。また、『因明正理門論』と言いながら、実際に研究されたのは玄奘訳のテキストである。
しかし、中国や日本では、陳那が仏教の、ことに唯識思想に裏付けられた認識論・論理学の主要命題が忘れられ、主に他派との論義の際の論理的過ちを検証する道具としてのみに注目することとなった。そのために、陳那に続く商羯羅主が著わした『因明入正理論』に着目し、ほとんどの因明の研究は、この入正理論の研究となり、ほとんど正理門論の研究は行われなかった。

## 翻訳
本書のサンスクリット名は「nyāya-dvāra-tarka-śāstra」であるとされている。
玄奘は、唐の貞観23年(649年)12月25日、長安城外の大慈恩寺で、玄傘・智積の筆受によって翻訳した。

## 内容
正しい自己の主張を決定する論式を、能立（のうりゅう）という。陳那は古来、他宗や古因明が使っていた五支作法を採用せず、「宗」「因」「喩」の三支作法のみで論式を立てる。
宗 声は無常なり
因 所作性なるが故なり
同喩 瓶等の如し
異喩 虚空等の如し
この時、「宗」は、主張をいい顕し、因と喩で決定される命題である。宗は2部でできており、上の論式でいえば
声―――自性――有法――所別――前陳
無常――差別――法―――能別――後陳
となる。
因とは、この論式の根拠である。この根拠の正当性を表すのが同喩と異喩の二つの喩であり、因と喩の関係性を顕したものが因の三相である。したがって、この因の三相によって、三支作法としたものである。
さらに、因が宗同品と宗異品とに関する関係に9つあり、それぞれ正・不正を判断したものが「九句因」である。
つづいて、陳那は人間の知識には、自相と共相の二つしかないから、その知識の確実性の論究には2つの量しかないことを宣言して、分別の交わらない知識を現量と言い、推理論証するものを比量という。比量智は現量智以外のものをいい、上記のように能立される因から生ずるものであるとする。
さらに、似能破(じのうは)を説いて、十四の過類を説明する。これによって論式の過(あやま)ちを指摘する。
ただし、後の『因明入正理論』の方が似能破については詳しいため、中国日本ではそちらが重要視されたものと思われる。

## テキスト
- 因明正理門論本 大正大蔵経 vol.32 No.1628
- 因明正理門論 大正大蔵経 vol.32 No.1629

- 『因明正理門論本』 国訳一切経 論集部一 林彦明訳